# Pikali Gerda
Pikali Gerda (Hódmezővásárhely, 1978. július 4. –) Jászai Mari-díjas magyar színésznő.

## Életpálya

### Fiatalkora és tanulmányai
A helyi Bethlen Gábor Református Gimnáziumban végzett magyar–történelem szakon, ahol olyan pedagógusok tanították, mint Földesi Ferenc, Árva László vagy Simon Ferenc.
1996-ban ezredmagával jelentkezett a Színház- és Filmművészeti Egyetemre, ahová végül 17 embert vettek fel. Ekkor még nem érettségizett le, de már bekerült az egyetemre, ahol aztán Kerényi Imre osztályában tanult. 1998. november 28-án a Madách Kamara Mezítláb a parkban című színdarabjában helyettesítette Für Anikót. Az utolsó tanévben megkapta Éva szerepét Madách Imre Az ember tragédiája című darabjában, amelyet 1999. október 23-án mutattak be a Madách Színházban. 2000-ben végzett az egyetemen, de már 1999-től tagja volt a színháznak.
Jelenleg az Újszínház, a József Attila Színház és a Körúti Színház társulatának tagja. Olyan színdarabokban látható, mint A funtineli boszorkány, a Feketeszárú cseresznye, a Furcsa pár – női változat vagy az Eldorádó. Korábban játszott a Madách Színház, az Örkény István Színház, a Jászai Mari Színház, a Thália Színház és a Budaörsi Latinovits Színház (Budaörsi Játékszín) színpadán is. Első színházi szerepe 1998-ban volt a Madách Kamarában.
2014 és 2022 között a TV2 Jóban Rosszban című sorozat stábját erősítette, amelyben Nagy Gabriella százados karakterét alakította. Az 1990-es évek vége óta szinkronizál filmekben, sorozatokban, animációs filmekben, illetve reklámokban is. Számos szinkronszerepet tudhat a háta mögött. 2012-ben került a Magyar Televízióhoz (MTV).

### Színház és szinkron
Az 1990-es évek vége óta rendszeresen áll mikrofon mögött: szinkronizál filmekben, sorozatokban, animációs filmekben, illetve reklámokban egyaránt. 2012-ben került a Magyar Televízióhoz (MTV): eleinte az M1-en volt hallható. 2015. március 15-e óta pedig a Duna televízió egyik csatornahangja, illetve az M3 inzertjeiben/ajánlóiban is hallható. Valamint a 89.5 Music FM hivatalos hangja volt a rádióadó megszűnéséig.
Több mint 400 filmben, 45 sorozatban, illetve 37 animációs filmben szinkronizált már.
1999 és 2012 között a Madách Színház tagja volt. 2000. június 16-án Frederick Stroppel (amerikai író) Sors bolondjai című vígjátékát mutatták be a Madách Kamarában, amelyben Gail Hildebrandt szerepét osztották a színésznőre. Majd egy évtizeddel később, 2010. február 27-én, felújítva került a Madách Színház nagyszínpadára. 2004. november 27-én került bemutatásra Neil Simon A különterem című komédiája, amelyben Selmeczi Roland, Incze József és Szilágyi Tibor oldalán volt látható. „Pikali Gerda Yvonne-ja egy szép színészi fejlődés eredménye. (...) Az ifjú színésznő rendkívüli és imponáló, magabiztosságán túl úgy sikerült a karakterformálásban előre jutnia, hogy közben minden jó tulajdonságát megtartotta. (...) A darabbeli szerep érzelmi hullámzása adta lehetőségek kihasználásában most is nagyon tudatos” – olvasható a CyberPress.hu színházvilág rovatában. Itt olyan színdarabokban szerepelt még, mint Az ibolya, az Elveszett paradicsom vagy a Hamlet, dán királyfi.
A 2000-es évek elején szerepelt az Örkény István Színházban, a Jászai Mari Színházban, ahol a Mágnás Miskában volt látható, illetve a Thália Színházban, ahol Opheliát alakította a Hamlet című drámában.
2008 és 2013 között a Budaörsi Játékszín (Budaörsi Latinovits Színház) színpadán játszott. Salamon Suba László és Magyar Attila hívta a színésznőt Molnár Ferenc Liliom című előadására, amit 2008. október 3-án mutattak be. Szakács Tibor partnereként állt színpadra, akivel együtt játszott a Sors bolondjai, az Anconai szerelmesek, a Szeretem a feleségem, a Zsákbamacska vagy a Tanulmány a nőkről című színdarabokban is.

#### A József Attila Színház társulatának tagjaként
2012 óta a József Attila Színház társulatát erősíti. Október 6-án Hunyady Sándor Feketeszárú cseresznye című drámájából készült előadás premierje volt látható. A máig műsoron lévő színdarabban Veliszavljevics Dusán feleségét, Irinát kelti életre a színpadon. „Pikali Gerda kitűnően személyesíti meg a két férfi között vergődő, okos asszonyként viselkedő, de a szívére hallgató Irinát”. Egy másik kritikában így fogalmaznak: „A vezető hármas (Nemcsák, Rékasi és Pikali) teljes odaadással, lefegyverző színészi tehetséggel és szakmai tudással, ráadásul végig érezhető egyetértéssel és kedvvel játsszák és élik a szerepüket”. A színésznő ezt tartja a legmeghatározóbb szerepének pályafutása során.
2013. október 5-én mutatták be Jókai Mór Az arany ember című regényéből készült színpadi alkotást. A darabban Atháliát játszotta el a művésznő. 2015. december 14-én került bemutatásra a Bűntény a Kecskeszigeten című előadás, amelyben Piát alakította.
2016. január 23. és 2019 között volt látható a Boldogság című vígjáték Verebes István rendezésében. A bemutatót követően a rendező úgy fogalmazott, hogy „rég volt ilyen tartalmas és jókedvű próbafolyamatban része, amikor az instrukcióit nemcsak, hogy megértették, hanem egyből saját képükre formálták a művészek”. A színműben Rékasi Károly oldalán tűnt fel.
2016. november 12-én volt a premierje a Veszek egy éjszakát című vígjátéknak Verebes István rendezésében, aki azt mondta, hogy „a világirodalom legunalmasabb szerepét (Zsuzsa, a feleség) osztja a színésznőre, csak mert ővele biztos nem lesz az”. 2020. január 11-én búcsúztatták el a színdarabot.
2017. szeptember 16-án mutatták be a Nők. Játszmák. Rivaldafény. című színpadi alkotást, amelyben Fehér Anna oldalán remekelt. „Egy másodpercig sem hagyják magára a nézőközönséget; nem engedik elnémulni a színt. Remekül egyben tartják a produkciót és a vezérfonalat” – fogalmaztak egy kritikában. A színdarabot Schlanger András rendezte. 2019. május 18-án búcsúzott az előadás a nézőközönségtől.
2017. november 4. és 2019 között volt műsoron a Vágyrajárók című színdarab, amelyben Rékasi Károly és Blazsovszky Ákos mellett volt látható. E színművet „testvérdarabja”, a Boldogság című előadás pozitív élményei ihlették. 2017 novemberében tűzték műsorra az A nő és még a férfi is című alkotást. A Verebes István rendezte darabban szintén Rékasi Károly és Blazsovszky Ákos voltak a partnerei.
2019. március 9-én került bemutatásra a Lila ákác című zenés színpadi alkotás, amelynek rendezője Telihay Péter. A máig műsoron lévő előadásban Bizonyosnét kelti életre a művésznő: „A József Attila Színház gárdája a legjobbak közül való; tagjai mesterségüket mind egy szálig magas fokon űző művészek. Most is derekasan helytállnak. Pikali Gerda minden kritikát kiállva alakítja az erős erotikus kisugárzású, szenvedélyeket felkorbácsoló Bizonyosnét és Szíria Dicsőségét”. A legnagyobb showman című film ihlette a színésznő karakterét és jelmezét.
2020. február 8-án az Eldorádó című előadás premierje volt látható, amelyben Monorinét kelti életre, ami komoly kihívás elé állítja, ugyanis ebben a szerepben ő az eddigi legfiatalabb „nagymama”. Úgy véli, hogy egy színész számára a teljes átalakulás jelenti a legnagyobb kihívást. „Rózsi néni nehéz feladat volt, mert távol áll mindentől, amit eddig alakítottam. S hogy kiről mintáztam? Főleg a dédimamámat gyúrtam bele, akit gyerekként sokat figyeltem. Egy kicsit görnyedt volt a tartása – ezt tőle „loptam". Édesanyám hangsúlyait is felhasználtam”. 2020. október 29. óta A király beszéde című drámában játszik szerepet.
2021. október 29-én került bemutatásra a Furcsa pár – női változat, amelyben Fehér Anna oldalán látható, illetve 2022. január 29-én Az imposztor című színdarab kerül műsorra a művésznő főszereplésével.

#### Az Újszínház társulatának tagjaként
2013 óta az Újszínház társulatának tagja. 2013. november 29-én, A vörös bestia című színdarabban debütált az előadás főszereplőjeként. Az alkotás máig megtekinthető.
2014. október 17-én került bemutatásra Tamási Áron Énekes madár című művéből készült alkotás, amelyben Gondos Esztert formálta meg.
A 2015. november 12-ei nyilvános főpróba után, november 13-án Mikszáth Kálmán A Noszty fiú esete Tóth Marival című regényéből készült előadás premierje volt látható. A színdarabban Noszty Vilmát alakította.
2017. január 18-a óta játssza a főszereplő Nucát a Wass Albert legnépszerűbb regényéből készült darabban, A funtineli boszorkányban. Egy látó lányt alakít 12 éves korától a saját életkoráig. Elmondása szerint ebben a színdarabban tudja igazán megmutatni, hogy éppen hol tart a tanulási fázisában. Kerényi Imre volt a darab rendezője. A legnehezebb és legszebb előadásnak jellemzi a művésznő.
2017. március 3-a óta látható Móricz Zsigmond első színműve, a Sári bíró című vígjáték. E színdarabban Terkát formálja meg Esztergályos Cecília és Bordán Irén oldalán.

#### Egyéb produkciók
2004. március 20-án Neil Simon Mezítláb a parkban című romantikus vígjátékának premierjét láthatta a nagyérdemű a Körúti Színházban, ahol szintén társulati tag a színésznő. 2010. október 16-án ugyanitt debütált A bolond lány című vígjáték, amelyben máig főszerepet (Josefa Lantenay) játszik Kautzky Armand és Koncz Gábor oldalán. Korábban Domján Edit alakította a színdarab főszereplőjét.
2016. május 14-én került bemutatásra a Játékszínben A hűtlenség ára című krimi-vígjáték, amelyben Németh Kristóf és Nagy Sándor mellett tűnik fel. 2019 novemberétől a Hatszín Teátrumban volt látható az alkotás.
2019. június 25-én mutatták be Neil Simon Különterem avagy Vágytól asztalig című komédiáját. A színdarabban Csepregi Éva, Hegyi Barbara, Bozsó Péter, Szakács Tibor és Kerekes József is feltűnik a művésznő oldalán.

### Jóban Rosszban és további filmszerepek, megjelenések
2002 és 2004 között műsorvezető volt a TV2 Lazac című reggeli műsorában.
A színésznő filmszerepet kapott a 2004. március 18-án bemutatott Montecarlo! című vígjátékban Koltai Róbert, Mucsi Zoltán, Pécsi Ildikó és Tordai Teri oldalán. (Ez volt az első nagyjátékfilmje). 2005-ben szerepet játszott A Ritter napja című 50 perces filmdrámában. 2009. február 19-én került a mozikba a Papírkutyák című krimi-vígjáték, amelyben Mucsi Zoltán, Scherer Péter, Gesztesi Károly, Hajdu Steve és Kálloy Molnár Péter mellett tűnt fel. 2010. december 16-án mutatták be az Üvegtigris harmadik részét – Rudolf Péter, Reviczky Gábor, Gáspár Sándor, Csuja Imre és Kamarás Iván főszereplésével –, amelyben a színésznő is szerepet vállalt.
2014 és 2022 között a TV2-n futó Jóban Rosszban című sorozat stábját erősítette, amelyben Nagy Gabriella százados karakterét alakította. Első jelenete a 2467. epizódban volt. Állandó partnerei a forgatások során: Bozsó Péter, Posta Lajos, Quintus Konrád, Nagy Rebeka és Tóth Szilvia Lilla voltak.
2016. január 31-én jelent meg a Kowalsky Meg a Vega együttes Mit mondjak még? című dalának videóklipje, amelyben Rékasi Károllyal játszott főszerepet.

## Színházszerepek
| Év   | Író                                 | Rendező                      | Színdarab                                    | Szereplő                                   |
| ---- | ----------------------------------- | ---------------------------- | -------------------------------------------- | ------------------------------------------ |
| 2026 | Vajda Katalin – Fábri Péter         | Hargitai Iván                | Anconai szerelmesek a Balatonon              | Lucia, Tomao lánya                         |
| 2025 | Ray Cooney – Michael Barfoot        | Kovács Lehel                 | Az államtitkár asszony félrelép              | Rebecca Willey                             |
| 2025 | Hadar Galron                        | Balázs Zoltán                | Mikve                                        |                                            |
| 2024 | Horace McCoy                        | Hargitai Iván                | A lovakat lelövik, ugye? – show              | Gloria Beatty                              |
| 2024 | Federico García Lorca               | Hargitai Iván                | Flamenco-Vérnász                             | Cselédasszony/A halál (mint koldusasszony) |
| 2024 | Lehár Ferenc                        | Szente Vajk                  | Luxemburg grófja                             | McCafé, kabinetfőnök                       |
| 2024 | Ivan Menchell                       | Guelmino Sándor              | Sírpiknik                                    | Lucille                                    |
| 2024 | Heltai Jenő                         | Hargitai Iván                | Naftalin                                     | Milka                                      |
| 2023 | William Shakespeare                 | Kiss Csaba                   | Vízkereszt vagy bánom is én                  | Olivia, fiatal grófnő                      |
| 2023 | Willy Russell                       | Lengyel Ferenc               | Vértestvérek                                 | Anya                                       |
| 2022 | Márai Sándor                        | Kiss Csaba                   | Kaland                                       | Dr. Pálos Eszter, orvosnő                  |
| 2022 | Szabó Magda                         | Hargitai Iván                | Régimódi történet                            | Stillmungus Mária Margit, főnöknő          |
| 2022 | Egressy Zoltán                      | Lengyel Ferenc               | Portugál                                     | Feleség                                    |
| 2022 | Spiró György                        | Bagó Bertalan                | Az imposztor                                 | Kamińska (Elmira)                          |
| 2021 | Neil Simon                          | Hargitai Iván                | Furcsa pár – női változat                    | Olive Madison                              |
| 2020 | Bereményi Géza                      | Funtek Frigyes               | Eldorádó                                     | Monoriné                                   |
| 2019 | David Seidler                       | Hargitai Iván                | A király beszéde                             | Myrtle, Lionel felesége                    |
| 2019 | Neil Simon                          | Tallós Rita                  | Különterem avagy Vágytól asztalig            | Yvonne                                     |
| 2019 | Szép Ernő                           | Telihay Péter                | Lila ákác                                    | Bizonyosné, Szíria Dicsősége               |
| 2017 |                                     | Verebes István               | A nő és még a férfi is                       | A nő                                       |
| 2017 | Goffredo Parise                     | Verebes István               | Vágyrajárók                                  | A nő                                       |
| 2017 | Victor Haim                         | Schlanger András             | Nők. Játszmák. Rivaldafény.                  | Hortense                                   |
| 2017 | Móricz Zsigmond                     | Nagy Viktor                  | Sári bíró                                    | Terka                                      |
| 2017 | Wass Albert                         | Kerényi Imre                 | A funtineli boszorkány                       | Nuca                                       |
| 2016 | Marc Camoletti                      |                              | Félrelépni tilos!                            |                                            |
| 2016 | Kollár Béla                         | Verebes István               | Veszek egy éjszakát                          | Zsuzsa, a feleség                          |
| 2016 | Neil Simon                          | Bakos-Kiss Gábor             | Az utolsó hősszerelmes                       | Jeanette Fisher                            |
| 2016 | Chazz Palminteri                    | Bagó Bertalan                | A hűtlenség ára                              | Margaret                                   |
| 2016 | Eric Assous                         | Verebes István               | Boldogság                                    | Louise                                     |
| 2015 | Ugo Betti                           | Szitás Barbara               | Bűntény a Kecskeszigeten                     | Pia                                        |
| 2015 | Mikszáth Kálmán                     | Vass György                  | A Noszty fiú esete Tóth Marival              | Noszty Vilma                               |
| 2015 | Sławomir Mrožek                     | Bakos-Kiss Gábor             | Özvegyek                                     | Első özvegy                                |
| 2014 | Tamási Áron                         | Magyar Attila                | Énekes madár /Újszínház/                     | Gondos Eszter                              |
| 2014 | Georges Feydeau                     | Réthly Attila                | Kézről kézre                                 | Francine, Chanal felesége                  |
| 2013 | Lőrinczy Attila                     | Réthly Attila                | Könnyű préda                                 | Klárika                                    |
| 2013 | Vaszary János                       | Pozsgai Zsolt                | A vörös bestia                               | Evelyne, az ismeretlen hölgy               |
| 2013 | Jókai Mór                           | Csiszár Imre                 | Az arany ember                               | Athália                                    |
| 2013 | Georges Feydeau                     | Magyar Attila                | Zsákbamacska                                 | Suzanne                                    |
| 2012 | Gyárfás Miklós                      | Felhőfi-Kiss László          | Tanulmány a nőkről                           | Dr. Képes Vera                             |
| 2012 | Hunyady Sándor                      | Kerényi Imre                 | Feketeszárú cseresznye                       | Irina, a feleség                           |
| 2012 | Tamási Áron                         | Magyar Attila                | Énekes madár /Budaörsi Latinovits Színház/   | Gondos Eszter                              |
| 2012 |                                     | Salamon Suba László          | I love musical                               |                                            |
| 2011 | Molnár Ferenc, Zerkovitz Béla       | Salamon Suba László          | A doktor úr                                  | Sárkányné                                  |
| 2011 | Evelyne de la Cheneliere            | Magyar Attila                | Eper januárban (Ha elhagysz, veled mehetek?) | Sophie                                     |
| 2011 | Eugène Ionesco                      | Salamon Suba László          | Makbett                                      | Lady Duncan                                |
| 2010 | Marcel Achard                       | Galambos Zoltán              | A bolond lány                                | Josefa Lantenay                            |
| 2010 |                                     | Koltai Róbert                | Sose halunk meg                              | Nusika                                     |
| 2010 | Frederick Stroppel                  | Szirtes Tamás                | Sors bolondjai /Madách Színház/              | Gail Hildebrandt                           |
| 2010 | Michael Stewart                     | Magyar Attila                | Szeretem a feleségem                         | Monica                                     |
| 2009 | Milan Kundera                       | Salamon Suba László          | Jakab és az ura                              | Fogadósné (Márkinő)                        |
| 2009 | Vajda Katalin                       | Harangi Mária                | Anconai szerelmesek                          | Drusilla (római lány)                      |
| 2009 | Frederick Stroppel                  | Magyar Attila                | Sors bolondjai /Budaörsi Latinovits Színház/ | Gail Hildebrandt                           |
| 2008 | Molnár Ferenc                       | Salamon Suba László          | Liliom                                       | Mari                                       |
| 2007 | Spiró György                        | Magyar Attila, Tamási Zoltán | Prah                                         |                                            |
| 2005 | William Shakespeare                 | Kerényi Imre                 | Hamlet, dán királyfi                         | Ophellia, Polonius leánya                  |
| 2005 | Arthur Miller                       | Kerényi Imre                 | Édes fiaim                                   | Ann Deever                                 |
| 2004 | Neil Simon                          | Málnay Levente               | A különterem /Madách Színház/                | Yvonne                                     |
| 2004 | Neil Simon                          | Galambos Zoltán              | Mezítláb a parkban /Körúti Színház/          | Corie Bratter                              |
| 2004 | Eugène Scribe                       | Kerényi Imre                 | Egy pohár víz                                | Abigail, a hercegnő unokahúga              |
| 2003 | Németh László                       | Koltai János                 | Cseresnyés                                   | Margit                                     |
| 2002 | William Shakespeare                 | Kálloy Molnár Péter          | Hamlet                                       | Ophelia                                    |
| 2002 | Molnár Ferenc                       | Csiszár Imre                 | Játék a kastélyban                           | Annie                                      |
| 2002 | Howard Barker                       | Mácsai Pál                   | Jelenetek egy kivégzésből                    | Supporta, Galactia lánya                   |
| 2002 | Sarkadi Imre                        | Koltai János                 | Elveszett paradicsom                         | Mira                                       |
| 2001 | Molnár Ferenc                       | Szirtes Tamás                | Az ibolya                                    | Ilonka                                     |
| 2001 | Szirmai A., Bakonyi K., Gábor Andor | Bagossy László               | Mágnás Miska                                 | Marcsa (mosogatólány)                      |
| 2001 | Tennessee Williams                  | Huszti Péter                 | Üvegfigurák                                  | Laura Wingfield                            |
| 2000 | Mihail Sebastian                    | Kolos István                 | Névtelen csillag                             | Mona                                       |
| 2000 | Frederick Stroppel                  | Szirtes Tamás                | Sors bolondjai /Madách Kamara/               | Gail Hildebrandt                           |
| 2000 | Jean Cocteau                        | Valló Péter                  | Szent Szörnyetegek                           |                                            |
| 1999 | Madách Imre                         | Kerényi Imre                 | Az ember tragédiája                          | Éva                                        |
| 1998 | Neil Simon                          | Szirtes Tamás                | Mezítláb a parkban /Madách Kamara/           | Corie Bratter                              |

## Filmszerepek
- 2023 – 129 ~ Eleonor[92]
- 2010 – Üvegtigris 3. ~ Fanni, Dr. Csopkai Ferenc felesége
- 2009 – Rózsaszín sajt ~ Patrícia
- 2008 – Papírkutyák ~ Amanda
- 2005 – A Ritter napja
- 2004 – Montecarlo! ~ Annamari
- 2003 – Tarka képzelet
- 2001 – I Love Budapest ~ Krisztián felesége
- 2001 – Tékás ~ Amazon
- 2000 – Vityebszk felett
- 1999 – A kékszemű

### Televíziós sorozat
- 2014–2022 – Jóban Rosszban ~ Nagy Gabriella százados[93]

## Szinkronszerepek

### Filmek
| Film                                               | Szereplő                                        | Színész                                                    |
| -------------------------------------------------- | ----------------------------------------------- | ---------------------------------------------------------- |
| 2012                                               | Kate Curtis                                     | Amanda Peet                                                |
| 65                                                 | Alya                                            | Nika King                                                  |
| 300                                                | Gorgo spártai királyné                          | Lena Headey                                                |
| 18 évvel később                                    | Mirella                                         | Sabrina Impacciatore                                       |
| 27 idegen igen                                     | Tess                                            | Malin Åkerman                                              |
| 40 nap és 40 éjszaka                               | Erica Sutton                                    | Shannyn Sossamon                                           |
| 300: A birodalom hajnala                           | Gorgo spártai királyné                          | Lena Headey                                                |
| I. Ferdinánd, Nápoly királya                       |                                                 |                                                            |
| A Bannen-módszer                                   | Madison                                         | Vanessa Marcil                                             |
| A bárka                                            |                                                 |                                                            |
| A bátrak                                           | Desiree Steed                                   | Jenny Gabrielle                                            |
| A bébiszitter – A kárhozottak királynője           | Violet                                          | Amanda Cerny                                               |
| A béranya                                          | Laura Taylor                                    | Regina Hall                                                |
| A biztonsági őr                                    | Ruby                                            | Gabriella Wright                                           |
| A Boszorkány-hegy                                  | Dr. Alex Friedman                               | Carla Gugino                                               |
| A cápavadász                                       | Jasmine                                         | Erica Cerra                                                |
| A cunami után                                      | Susie Carter                                    | Sophie Okonedo                                             |
| A falu                                             | Ivy Walker                                      | Bryce Dallas Howard                                        |
| A fegyverforgató                                   | Blue                                            | Jennifer Rubin                                             |
| A fehér csóka                                      | Shondra                                         | Regina Hall                                                |
| A félelem fészke                                   | Carol                                           | Lizzy Caplan                                               |
| A fogoly                                           | Nicole Dunlop                                   | Rosario Dawson                                             |
| A fülenincs nyúl 2.                                | Anna                                            | Nora Tschirner                                             |
| A gondozoo                                         | Kate                                            | Rosario Dawson                                             |
| A Gucci-ház                                        | Giuseppina "Pina" Auriemma                      | Salma Hayek                                                |
| A gyilkos markában                                 | Clara Stackhouse                                | Jessica Biel                                               |
| A gyilkosok is a mennyországba mennek              | Philippa                                        | Cate Blanchett                                             |
| A gyűlölet, amit adtál                             | Lisa Carter                                     | Regina Hall                                                |
| A 6888. zászlóalj                                  | Charity Adams őrnagy                            | Kerry Washington                                           |
| A hangok                                           | Fiona                                           | Gemma Arterton                                             |
| A harag tüze                                       | Lena Warren                                     | Zoë Saldana                                                |
| A harminchármak                                    | Jessica                                         | Cote de Pablo                                              |
| A hasonmás                                         | Lee Garner nyomozó                              | Gina Gershon                                               |
| A hercegnő                                         | Moira                                           | Olha Kosztyantinyivna Kurilenko                            |
| A hipnotizőr                                       | Daisy                                           | Jessica Capshaw                                            |
| A hitetlen                                         |                                                 |                                                            |
| A hosszú álom                                      | Vivian Sternwood Rutledge                       | Lauren Bacall                                              |
| A jogdoktor                                        | Maya Alston                                     | Carmen Ejogo                                               |
| A jövő bűnei                                       | Odile                                           | Denise Capezza                                             |
| A Kárhozott Vidék                                  | Melange                                         | Amara Okereke                                              |
| A kertész kutyája                                  |                                                 |                                                            |
| A kém                                              | Lia                                             | Nargis Fakhri                                              |
| A kém, aki dobott engem                            | Audrey                                          | Mila Kunis                                                 |
| A királyné nyakéke                                 | Jeanne St. Remy de Valois                       | Hilary Swank                                               |
| A kiküldetés                                       | Krystyna Kowerski                               | Olha Kosztyantinyivna Kurilenko                            |
| A komornyik                                        | Gina                                            | Adriane Lenox                                              |
| A kör                                              | Beth                                            | Pauley Perrette                                            |
| A köz szemérme                                     | Armida Ballarin                                 | Claudia Cardinale                                          |
| A lankadatlan – A Dewey Cox sztori                 | Edith                                           | Kristen Wiig                                               |
| A legrosszabb nap                                  | Paula Metzler                                   | Sascha Knopf                                               |
| A lentnél is lejjebb                               | Sheila Albany                                   | Lena Headey                                                |
| A lét elviselhetetlen könnyűsége                   | Sabina                                          | Lena Olin                                                  |
| A lökött tesó                                      | Miranda                                         | Elizabeth Banks                                            |
| A Macskanő                                         | Patience Phillips/ Macskanő                     | Halle Berry                                                |
| A maflás                                           | Bella Flores                                    | Salma Hayek                                                |
| A magányos lovas                                   | Red Harrington                                  | Helena Bonham Carter                                       |
| A Mars szelleme                                    | Bashira Kincaid                                 | Clea DuVall                                                |
| A másik oldalon                                    | Ayten Öztürk                                    | Nurgül Yeşilçay                                            |
| A meglepetés                                       | Anne de Koning                                  | Georgina Verbaan                                           |
| A mesterlövész                                     | Ballard                                         | Lena Headey                                                |
| A mikulás pere                                     | Dina Smiger                                     | Krista Bridges                                             |
| A nagy balhé 2.                                    | Veronica                                        | Teri Garr                                                  |
| A nénikéim és én                                   | Hermínka Sklenárová                             | Iva Janzurová                                              |
| A partiállat                                       | Christina Aguilera                              | Önmaga                                                     |
| A panoptikum rejtélye                              | Florence Dempsey                                | Glenda Farrell                                             |
| A Quantum csendje                                  | Camille                                         | Olha Kosztyantinyivna Kurilenko                            |
| A rodoszi kolosszus                                | Diala                                           | Lea Massari                                                |
| A rózsaszín párduc 2.                              | Sonia                                           | Aishwarya Rai Bachchan                                     |
| A ruhakészítő                                      | Myrtle 'Tilly' Dunnage                          | Kate Winslet (második szinkron, 2016)                      |
| A sereg nem enged                                  | Michelle                                        | Abbie Cornish                                              |
| A séf                                              | Inez                                            | Sofía Vergara                                              |
| A Sólyom és a Tél Katonája                         | Ayo                                             | Florence Kasumba                                           |
| A Skorpiókirály                                    | Cassandra                                       | Kelly Hu                                                   |
| A szellemlovas                                     | Roxanne Simpson                                 | Eva Mendes                                                 |
| A szerelem konyhája                                | Shauna                                          | Michelle Ryan                                              |
| A szerelem markában                                | A lány                                          | Michelle Monaghan                                          |
| A szeretet könyve                                  | Penny Herschel                                  | Jessica Biel                                               |
| A szex és Lucia                                    | Belén                                           | Elena Anaya                                                |
| A szervezet                                        | Roxanne Hall                                    | Halle Berry                                                |
| A szoba                                            | Kate                                            | Olha Kosztyantinyivna Kurilenko (első szinkron)            |
| A szörny mentőakció                                | Gabby Babblebrock                               | Sofía Vergara                                              |
| A szomszéd fiú                                     | Claire Peterson                                 | Jennifer Lopez                                             |
| A szüfrazsett                                      | Edith Ellyn                                     | Helena Bonham Carter                                       |
| A törvény erejével                                 | Ramona Garcia kapitány                          | Natalie J. Robb                                            |
| A trombitás fiatalember                            | Jo Jordan                                       | Doris Day                                                  |
| A trükk                                            | Linda                                           | Kate Blumberg                                              |
| A tűz martaléka                                    | Audrey Burke                                    | Halle Berry                                                |
| A végzet napja                                     | Shannon                                         | Shannyn Sossamon                                           |
| Az Adam-projekt                                    | Laura                                           | Zoë Saldana                                                |
| A Wall Street pillangói                            | Mercedes                                        | Keke Palmer                                                |
| Az Androméda-törzs                                 | Dr. Angela Noyce                                | Christa Miller                                             |
| Az Amazonas kincse                                 | Mariana                                         | Rosario Dawson                                             |
| Az apa három lánya                                 | Rachel                                          | Natasha Lyonne                                             |
| Az elveszett légió                                 | Urbina Prima                                    | Michelle Lukes                                             |
| Az ember gyermeke                                  | Kee                                             | Claire-Hope Ashitay                                        |
| Az emlékmás                                        | Melina                                          | Jessica Biel                                               |
| Az élet ára (Lost)                                 | Lucy Galvez                                     | Kim Engelbrecht                                            |
| Az Északi-háromszög                                | Marie Nicklas                                   | Bettina Zimmermann                                         |
| Az informátorok                                    |                                                 |                                                            |
| Az ionvihar torkában                               | Lydia                                           | Tinsel Korey                                               |
| Az ördögűző                                        | Sharon Spencer                                  | Kitty Winn (második szereposztás, rendezői változat, 2001) |
| Az öreg hölgy látogatása                           | Mia Mohr                                        | Muriel Baumeister                                          |
| Az öt kedvenc                                      | Chelsea Brown                                   | Rosario Dawson                                             |
| Az őrszem                                          | Alison Parker                                   | Cristina Raines                                            |
| Az utolsó akcióhős                                 | Irene Madigan                                   | Mercedes Ruehl (második változat, 2010)                    |
| Az utolsó jelenet                                  | Valerie Weston                                  | Calista Flockhart                                          |
| Az utolsó pillanat                                 | Carmen Collazo                                  | Natalia Verbeke                                            |
| Az utolsó templomos lovag                          | Tess Chaykin                                    | Mira Sorvino                                               |
| Acélkarmok                                         |                                                 |                                                            |
| Afgán csillag                                      | Ronnie                                          | Zooey Deschanel                                            |
| Afrikai vihar                                      | Hanna Kirchhoff                                 | Aglaia Szyszkowitz                                         |
| Agatha                                             |                                                 |                                                            |
| A. I. – Mesterséges értelem                        | Sheila, a titkárnő                              | Sabrina Grdevich                                           |
| Alex és Emma - Regény az életünk                   | Emma Dinsmore                                   | Kate Hudson                                                |
| Alfie                                              | Julie                                           | Marisa Tomei                                               |
| Ali                                                | Belinda Ali                                     | Nona Gaye                                                  |
| Amerikai fegyver                                   | Sarah                                           | Garcelle Beauvais                                          |
| Amerikai kopó                                      | Jennifer Smith ügynök                           | Dominique Tipper                                           |
| Amerikai rémálom                                   | Carlos                                          | Jennifer Esposito                                          |
| Amikor lehunyod a szemed                           | Kate Fuller                                     | Olha Kosztyantinyivna Kurilenko                            |
| Amit nem akarsz tudni a szüleidről                 | Nancy Teagarten                                 | Salma Hayek                                                |
| Amíg a lagzi el nem választ                        | Marina                                          | Belén Cuesta                                               |
| Amszterdam                                         | Irma St. Clair                                  | Zoë Saldana                                                |
| Anna Karenina                                      | Anna Karenina                                   | Vittoria Puccini                                           |
| Apa lettem, kisapám!                               | Rolonda                                         | Paula Jai Parker                                           |
| Apák gyöngye                                       | Grace Goodrich                                  | Mila Kunis                                                 |
| Apokalipszis – Az ítélet napja                     |                                                 |                                                            |
| Apu boldogsága                                     | Julia                                           | Gabrielle Union                                            |
| Armageddon 4. - Meteor vihar                       |                                                 |                                                            |
| Assunta Spina                                      | Assunta Spina                                   | Bianca Guaccero                                            |
| Avarice - Átok az űrből                            | Kate                                            | Tinsel Korey                                               |
| Avatar                                             | Neytiri                                         | Zoë Saldana                                                |
| Avatar: A víz útja                                 | Neytiri                                         | Zoë Saldana                                                |
| Államtrükkök                                       |                                                 |                                                            |
| Ásó, kapa, géppisztoly                             | Darcy                                           | Jennifer Lopez                                             |
| Árnyék nélkül                                      | Sarah Kennedy                                   | Kim Dickens (második magyar változat, 2007)                |
| Ártatlanok mészárlása                              | Lemar ügynök                                    | Sheila Tousey                                              |
| Bad Boys – Mindent vagy többet                     | Christine                                       | Melanie Liburd                                             |
| Barátkozz meg önmagaddal!                          | Erika                                           | Moa Silén                                                  |
| Barátnők                                           | CC Bloom                                        | Idina Menzel                                               |
| Barátom, Knerten - Lillebror és a színes harisnyák | Vivian Mázliburg, filmsztár                     | Lisa Loven                                                 |
| Barátság extrákkal                                 | Jamie Rellis                                    | Mila Kunis                                                 |
| Barbárok a kapuk előtt                             | Nathalie                                        | Marie-Josée Croze                                          |
| Belső útvesztő                                     | Clayton nővér                                   | Rakie Ayola                                                |
| Ben Hur (2010)                                     | Athéné                                          | Lucía Jiménez                                              |
| Betty nővér                                        | Rosa                                            | Tia Texada (második magyar változat, 2011)                 |
| Bérgavallér                                        | Selima                                          | Sofía Vergara                                              |
| Bérgyilkosok viadala                               | Lai Lai Zhen                                    | Kelly Hu                                                   |
| Bíbor folyók 2.                                    | Marie                                           | Camille Natta                                              |
| Boa vs. Python                                     | Monica                                          | Jaime Bergman                                              |
| Bobby Jones: Egy legenda születése                 | Mary Malone Jones                               | Claire Forlani                                             |
| Botrányfilm                                        | Emily                                           | Halle Berry                                                |
| Boudica: A háború istennője                        | Boudica                                         | Olha Kosztyantinyivna Kurilenko                            |
| Bölcsőd lesz a koporsód                            | Daria                                           | Gabriella Union                                            |
| Börtön                                             |                                                 |                                                            |
| Bulldogbirodalom                                   | Nathalie                                        | Mathilde Seigner                                           |
| Cecil B. Demented                                  |                                                 |                                                            |
| Colombiana                                         | Cataleya Restrepo                               | Zoë Saldana                                                |
| Csajvadászat                                       | Jennifer                                        | Cecilia Forss                                              |
| Csak te és senki más                               | Sophie Wagner                                   | Naomi Krauss                                               |
| Csak tudnám, hogy csinálja                         | Momo Hahn                                       | Olivia Munn                                                |
| Csábítunk és védünk                                | Daniella Riva                                   | Sofía Vergara                                              |
| Csernobil: Elválaszthatatlanok                     |                                                 |                                                            |
| Csiribí-csiribá                                    | Alexandra Nicole "Alex" Fielding Artemis DuBaer | Tia Mowry                                                  |
| Csiribí-csiribá 2.                                 | Alexandra Nicole "Alex" Fielding Artemis DuBaer | Tia Mowry                                                  |
| Csillag születik                                   | Paulette Stone                                  | Drena De Niro                                              |
| Csizmás, a kandúr                                  | Őrült asszony, kismacskák                       | Sofía Vergara                                              |
| Dal a múltból                                      |                                                 |                                                            |
| Denevérek: Az emberfalók                           |                                                 |                                                            |
| Dr. Dolittle 2.                                    | Zsiráf (hangja)                                 | Georgia Engel                                              |
| Drakula 3. - Az örökség                            |                                                 |                                                            |
| Drakula átka                                       |                                                 |                                                            |
| Ebül szerzett jószág                               | Mary                                            | Janeane Garofalo                                           |
| Edmond                                             | Glenna                                          | Julia Stiles                                               |
| Egy drága társ                                     | Carmen                                          | Ayelet Zurer                                               |
| Egy év múlva az oltár előtt                        | Trista                                          | Regina Hall                                                |
| Egy hét                                            | Samantha Pierce                                 | Liane Balaban                                              |
| Egynyári barátság                                  | Emily                                           | Yvonne Orji                                                |
| Egy tökéletes nap                                  | Katya                                           | Olha Kosztyantinyivna Kurilenko                            |
| Együtt                                             |                                                 |                                                            |
| El Cid                                             | Jimena                                          | Sophia Loren (második szinkron)                            |
| Elárulva                                           | Riley Simms                                     | Malin Åkerman                                              |
| Ellenséges terület 3. - A kolumbiai túsz           | Nicole Jenkins                                  | Jennice Fuentes                                            |
| Első szerelem                                      | Renata Mazzetti                                 | Ornella Muti                                               |
| Elveszett elme                                     | Mira                                            | Dina Meyer                                                 |
| Este találkozunk!                                  |                                                 |                                                            |
| Esti iskola                                        | Carrie                                          | Tiffany Haddish                                            |
| Esti mesék                                         | Donna Hynde                                     | Aisha Tyler                                                |
| Eszelős forgatás                                   | Heidi / Fiona                                   | Julianne Christie                                          |
| Ezer szó                                           | Caroline McCall                                 | Kerry Washington                                           |
| Ezt megint jól kifőztük!                           | Amber                                           | Tania Raymonde                                             |
| Ezüst birodalom                                    | Madame Kang                                     | Lei Hao                                                    |
| Ezüst csengettyűk                                  | Lizzie                                          | Lourdes Benedicto                                          |
| Ezüstsólyom                                        | Lulu Wong                                       | Michelle Yeoh                                              |
| Édes kis malackám                                  | Wanda                                           | Ronni Ancona                                               |
| Éjjel-nappal fiatalok                              |                                                 |                                                            |
| Éjszakám Maudnál                                   | Maud                                            | Françoise Fabian                                           |
| Éli könyve                                         | Solara                                          | Mila Kunis                                                 |
| Élősködők                                          | Park Yeon-kyo                                   | Yeo-jeong Jo                                               |
| Énidő                                              | Maya                                            | Regina Hall                                                |
| Én és a hercegem                                   | Paige Morgan                                    | Julia Stiles                                               |
| Én és a hercegem 3. - Királyi mézeshetek           | Paige Morgan                                    | Kam Heskin                                                 |
| Én és a hercegem 4. - Elefánt-kaland               | Paige királyné                                  | Kam Heskin                                                 |
| Érezd a ritmust                                    | Jennifer Lopez (önmaga) (cameoszerep)           | Jennifer Lopez                                             |
| Észak és Dél                                       | Margaret Hale                                   | Daniela Denby-Ashe                                         |
| Fapofa                                             | Sara                                            | Lynn Collins                                               |
| Farkasok órája                                     | Veronica Vogler                                 | Ingrid Thulin (első szinkron)                              |
| Fehér elefánt                                      | Vanessa Flynn                                   | Olha Kosztyantinyivna Kurilenko                            |
| Fekete átok                                        | Kim                                             | Angell Conwell                                             |
| Fekete Dália                                       | Madeleine Linscott                              | Hilary Swank (első szinkron)                               |
| Fekete hattyú                                      | Beth Macintyre                                  | Winona Ryder                                               |
| Feledés                                            | Julia Rusakova Harper                           | Olha Kosztyantinyivna Kurilenko (első szinkron, 2013)      |
| Felhőatlasz                                        | Jocasta Ayrs / Luisa Rey / Ovid / Meronym       | Halle Berry                                                |
| Felpörgetve                                        | Cathy Heguy                                     | Gina Gershon (második szinkron, 2011)                      |
| Ferdinánd és Karolina                              |                                                 |                                                            |
| Fertőzés                                           | Aubrey Cheever                                  | Sanaa Lathan                                               |
| Féktelen balfékek                                  | Alice Kramden                                   | Gabrielle Union                                            |
| Férj és féleség                                    | Emma                                            | Uma Thurman                                                |
| Fiúk a lakókocsiparkból                            |                                                 |                                                            |
| Flag Day – A zászló napja                          | Jennifer Vogel                                  | Dylan Penn                                                 |
| Flörti dancing                                     | Julia                                           | Rashida Jones                                              |
| Fojtogató szeretet                                 | Nicole Harris                                   | Shannon Sturges                                            |
| Foxy Brown                                         | Foxy Brown (Misty Cotton)                       | Pam Grier                                                  |
| Frankie & Alice                                    | Frankie                                         | Halle Berry                                                |
| Frászkarika                                        | Ginger                                          | Sandra Vergara                                             |
| Frászkarika 2.                                     | Gerri Dandridge                                 | Jaime Murray                                               |
| Fuss az életedért                                  | Chelsea                                         | Rebecca Da Costa                                           |
| Fülenincs nyúl                                     | Anna                                            | Nora Tschirner                                             |
| Gengszterosztag                                    | Grace Faraday                                   | Emma Stone                                                 |
| G.I. Joe: Megtorlás                                | Lady Jaye / Jaye Burnett                        | Adrianne Palicki                                           |
| Grindhouse – Halálbiztos                           | Abernathy                                       | Rosario Dawson                                             |
| Gyerekrablók                                       | Karla Dyson                                     | Halle Berry (első szinkron)                                |
| Gyémántláz a Riviérán                              | Alice Villion                                   | Isabelle Pasco                                             |
| Gyilkos kígyó                                      | Erin                                            | Siri Baruc                                                 |
| Gyilkos társak                                     | Marianne Danforth/Annie Grayson                 | Jamie Luner                                                |
| Habostorta                                         | Lulu                                            | Sandra Oh                                                  |
| Halvajáró                                          |                                                 |                                                            |
| Hajsza                                             | Donna                                           | Rosario Dawson                                             |
| Haláli füles                                       | Beth Greenwood                                  | Imelda Staunton                                            |
| Haláli temetés                                     | Elaine Barnes                                   | Zoë Saldana                                                |
| Hallgass a szívedre!                               |                                                 |                                                            |
| Hancock                                            | Marie Embrey                                    | Charlize Theron                                            |
| Hangyák a gatyában 2.                              | Eva nagynéni                                    | Alexa Sommer                                               |
| Hannah Montana – A film                            | Tyra Banks                                      | Tyra Banks                                                 |
| Harmadik fél                                       | Julia Weiss                                     | Mila Kunis                                                 |
| Henry könyve                                       | Vendég a kávézóban                              | Zandi Holup                                                |
| Hepiendek                                          | Shauna                                          | Tamara Davies                                              |
| Hé, haver, hol a kocsim?                           | Christie Elektor                                | Kristy Swanson                                             |
| Hé haver, nyomd a verdát!                          | Sasha                                           | Joanne Kelly                                               |
| Hétköznapi pár                                     | Narrátor (hangja)                               | Katy Engels                                                |
| Hitman – A bérgyilkos                              | Nika Boronina                                   | Olha Kosztyantinyivna Kurilenko                            |
| Hívatlan vendég                                    | Rachel Summers                                  | Elizabeth Banks                                            |
| Hívatlanok 2. – Éjjeli préda                       | Cindy                                           | Christina Hendricks                                        |
| Horrorra akadva 5.                                 | Kendra Brooks                                   | Erica Ash                                                  |
| Hot Boyz: A banda                                  |                                                 |                                                            |
| Hupikék törpikék                                   | Odile                                           | Sofía Vergara                                              |
| Idegen szív                                        | Teresa Russo                                    | Kai Soremekun                                              |
| Időzavarban                                        | Alex Diaz Whitlock                              | Eva Mendes                                                 |

| Film                                           | Szereplő                                   | Színész                                     |
| ---------------------------------------------- | ------------------------------------------ | ------------------------------------------- |
| Igazából szerelem                              | Mia                                        | Heike Makatsch                              |
| Ilyen a formám                                 | Zoe                                        | Jennifer Lopez                              |
| Irány Deauville                                | Monique Moreau                             | Pascale Roberts                             |
| Ismeretlen mélység                             | Khali Spence                               | Natalie Brown                               |
| Így készült: Feledés                           | Olga Kurylenko                             | Olha Kosztyantinyivna Kurilenko             |
| Így neveld az anyádat                          | Grace                                      | Eva Mendes                                  |
| Jack Hunter - A fáraó sírja                    | Nadia Ramadan                              | Joanne Kelly                                |
| Jack Hunter - A menny csillaga                 | Nadia Ramadan                              | Joanne Kelly                                |
| Jack Hunter - Ugarit elveszett kincse          | Nadia Ramadan                              | Joanne Kelly                                |
| Jelenetek a bábuk életéből                     | Katarina Krafft, a prostituált             | Rita Russek (második magyar változat, 2005) |
| John Carter                                    | Dejah Thoris                               | Lynn Collins                                |
| John Wick: 3. felvonás – Parabellum            | Sofia                                      | Halle Berry                                 |
| Johnny English újra lecsap                     | Ophelia                                    | Olha Kosztyantinyivna Kurilenko             |
| Jók és Rosszak Iskolája                        | Anemone professzor                         | Michelle Yeoh                               |
| Joker                                          | DD                                         | Sofía Vergara                               |
| Jóasszony – Akiről egy város beszél            | Meg Windermere                             | Scarlett Johansson                          |
| Jóban-rosszban                                 | Monica Rose                                | Mina Badie                                  |
| Jóvoltköszönömkérekmég                         | Mississippi                                | Kate Mara                                   |
| Jupiter felemelkedése                          | Jupiter Jones                              | Mila Kunis                                  |
| Karácsonyi rémek                               | Jodie McDougall                            | Alanna Ubach                                |
| Káosz karácsonyra                              | Eleanor                                    | Olivia Wilde                                |
| Kelepce                                        | Liza                                       | Olivia Wilde                                |
| Ketrecharc 3. – Mindvégig                      | Myca Cruz                                  | Gillian Iliana Waters                       |
| Kéjlak (2010)                                  | Sarah Lunter                               | Sallie Harmsen                              |
| Kémek a szomszédban                            | Natalie Jones                              | Gal Gadot                                   |
| Kémkölykök 4D: A világ minden ideje            | Marissa Wilson                             | Jessica Alba                                |
| Kiképzés                                       | Homokember felesége                        | Macy Gray                                   |
| Kingsman: Az aranykör                          | Gyömbérke                                  | Halle Berry                                 |
| Kispályás szerelem                             | Stacie Dryer                               | Jessica Biel                                |
| Kiút nélkül                                    | Annie Dwyer                                | Lake Bell                                   |
| Kísértetkastély                                | Gabbie                                     | Rosario Dawson                              |
| Kísértő múlt                                   | Justine                                    | Rhea Seehorn                                |
| Kolibri-kód                                    | Isabel                                     | Victoria Bewick                             |
| Kötelék nélkül                                 | Star                                       | Maxine Bahns                                |
| Kőkemény Minnesota                             | Sherry                                     | Michelle Monaghan                           |
| Kutyaszálló                                    | Carol                                      | Robinne Lee                                 |
| Küzdelem a rákkal                              | Alyssa                                     | Tracee Ellis Ross                           |
| Lángoló kereszt                                | Loretta Sykes                              | Lola Falana                                 |
| Lánybúcsú                                      | Gena                                       | Lizzy Caplan                                |
| Lázadók                                        | Millie Dunbar                              | Halle Berry                                 |
| Legyezőhorgászat                               | Helen                                      | Kate Ashfield                               |
| Lepattintva                                    | Rachel Jansen                              | Mila Kunis                                  |
| Lépcsőházi gyilkosságok                        | Erica                                      | Kate Donadio                                |
| Likvidálva                                     | Anna Brandt                                | Olha Kosztyantinyivna Kurilenko             |
| Limonádé                                       |                                            |                                             |
| Logan – Farkas                                 | Gabriela                                   | Elizabeth Rodriguez                         |
| London                                         | Maya                                       | Kelli Garner                                |
| Longwood legendája                             | Caitlin Lemon                              | Fiona Glascott                              |
| Lopakodók: Újratöltve                          | Ellen Abramowitz hadnagy                   | Annabel Wright                              |
| Lorna csendje                                  | Lorna                                      | Arta Dobroshi                               |
| Lőpor turmix                                   | Anna May                                   | Angela Bassett                              |
| Machete (film)                                 | Luz / Shé                                  | Michelle Rodriguez                          |
| Machete gyilkol                                | Luz / Shé                                  | Michelle Rodriguez                          |
| Magic Mike utolsó tánca                        | Maxandra Mendoza                           | Salma Hayek                                 |
| Magassági ámor                                 | Montana Moore                              | Paula Patton                                |
| Magas fokon                                    | Ana                                        | Olha Kosztyantinyivna Kurilenko             |
| Magánürügy                                     | Joyce                                      | Julianne Nicholson                          |
| Mamák lincshangulatban                         | Elise Carter                               | Gabrielle Union                             |
| Max Payne – Egyszemélyes háború                | Natasha                                    | Olha Kosztyantinyivna Kurilenko             |
| Másnaposok szerencséje                         | Meghan Miles                               | Elizabeth Banks                             |
| Második műszak                                 | Kay Walsh                                  | Goldie Hawn                                 |
| Megsebezve                                     | Jackie Justice                             | Halle Berry                                 |
| Men in Black – Sötét zsaruk 2.                 | Laura Vasquez                              | Rosario Dawson                              |
| Menedék                                        | Magda Gross                                | Efrat Dor                                   |
| Meteor                                         | Imogene O'Neil                             | Marla Sokoloff                              |
| Meztelen hazugság                              | Joanne Dawson                              | Victoria Principal                          |
| Mia és a fehér oroszlán                        | Alice Owen                                 | Mélanie Laurent                             |
| Miért nősültem meg?                            | Patricia                                   | Janet Jackson                               |
| Minden nap                                     | Robin                                      | Carla Gugino                                |
| Mindörökké szerelem                            | Janie Starks                               | Halle Berry                                 |
| Mint hal a vízben                              | Ginger                                     | Gina Gershon                                |
| Mocsok                                         | Amanda Drummond                            | Imogen Poots                                |
| Momentum                                       | Alex Farraday                              | Olha Kosztyantinyivna Kurilenko             |
| Moonfall                                       | Jocinda Jo Fowler                          | Halle Berry                                 |
| Mona Lisa mosolya                              | Sabrina                                    | Brooke Langton                              |
| Movie 43: Botrányfilm                          | Emily                                      | Halle Berry                                 |
| Mr. Tűsarok                                    | Nicola                                     | Jemima Rooper                               |
| Muppets                                        | CDE Executive                              | Rashida Jones                               |
| Muskétás kisasszony                            | Valentine D`Artagnan                       | Susie Amy                                   |
| Működik a kémia                                | Elizabeth Roberts                          | Olivia Wilde                                |
| Művésztelep                                    | Billie                                     | Kate Bosworth                               |
| Mythica: A vaskorona legendája                 | Admirális                                  | Eve Mauro                                   |
| Nagyon véres szerelmi történet                 | Rosa Turbine                               | Claudia Mori                                |
| Napfény                                        | Corazon                                    | Michelle Yeoh                               |
| Napfényes hétfők                               |                                            |                                             |
| Nappali műszak                                 | Jocelyn Jablonski                          | Meagan Good                                 |
| Narancsvidék                                   | Ashley                                     | Schuyler Fisk                               |
| Nem futhatsz örökké                            | Jenny                                      | Fernanda Urrejola                           |
| Ne oldozz el!                                  | Anya                                       | Halle Berry                                 |
| Ne menj el!                                    | Italia                                     | Penélope Cruz                               |
| Nemzetbiztonság Bt.                            | Denise                                     | Robinne Lee                                 |
| New York-i afférok                             | Johanna                                    | Kate Beckinsale                             |
| Next – A holnap a múlté                        | Liz Cooper                                 | Jessica Biel                                |
| Négy tesó                                      | Sofi                                       | Sofía Vergara                               |
| Négyeskettes                                   | Nő a folyóparton                           | Kate Megowan                                |
| November Man                                   | Alice                                      | Olha Kosztyantinyivna Kurilenko             |
| Nők                                            | Crystal Allen                              | Eva Mendes                                  |
| Nővérek                                        | Grace Collier                              | Jennifer Salt                               |
| Nyeretlenek                                    | Pam                                        | Valarie Rae Miller                          |
| Nyolc préda                                    | Lola                                       | Zulay Henao                                 |
| Ó, Jeruzsálem!                                 |                                            |                                             |
| Óz, a hatalmas                                 | Theodora                                   | Mila Kunis                                  |
| Öldöklő szerelem                               | Julia Banks                                | Rosario Dawson                              |
| Örökkévalók                                    | Aiak                                       | Salma Hayek                                 |
| Őrangyallal, védtelenül                        | Laurie                                     | Rosario Dawson                              |
| Paolo szerelmei                                |                                            |                                             |
| Párizs császára                                | La baronne                                 | Olha Kosztyantinyivna Kurilenko             |
| Párizsból szeretettel                          | Caroline                                   | Kasia Smutniak                              |
| Páros mellékhatás                              | Ronnie                                     | Malin Åkerman                               |
| Pearl Harbor – Égi háború                      | Martha nővér                               | Sara Rue                                    |
| Perzsia hercege: Az idő homokja                | Tamina                                     | Gemma Arterton                              |
| Pénzhamisítók                                  |                                            |                                             |
| Picadilly Jim                                  | Ann Chester                                | Frances O’Connor                            |
| Pihenő a pokolban: Ne nézz hátra!              | Marilyn                                    | Jessie Ward                                 |
| Pippa Lee négy élete                           | Gigi Lee                                   | Monica Bellucci                             |
| Pluto Nash - Hold volt, hold nem volt          | Dina Lake                                  | Rosario Dawson                              |
| Poirot 48.: Nyaraló gyilkosok                  | Christine Redfern                          | Tamzin Malleson                             |
| Poirot 55.: Nyílt kártyákkal                   | Miss Meredith                              | Lyndsey Marshal                             |
| Poirot 60.: A harmadik lány                    | Norma Restarick                            | Jemima Rooper                               |
| Pókerarc                                       | Nicole Foley                               | Brooke Satchwell                            |
| Pókerarcok                                     | Petra                                      | Famke Janssen (második változat, 2013)      |
| Precious – A boldogság ára                     | Ms. Rain                                   | Paula Patton                                |
| P.S. I Love You                                | Holly                                      | Hilary Swank                                |
| Puccs                                          | Mrs. Tidwell                               | Skye P. Marshall                            |
| Puerto Rico-i zsaruk Párizsban                 | Vanessa                                    | Rosario Dawson                              |
| RAID – A törvény nemében                       | Johanna Pasquali                           | Alice Pol                                   |
| Richárd nyomában                               | Lady Anne                                  | Winona Ryder                                |
| Riddick                                        | Dahl                                       | Katee Sackhoff                              |
| Rocker a pácban                                | Sheila                                     | Olha Kosztyantinyivna Kurilenko             |
| Rossz anyák                                    | Amy Mitchell                               | Mila Kunis                                  |
| Rossz anyák karácsonya                         | Amy Mitchell                               | Mila Kunis                                  |
| Sanctum                                        | Victoria                                   | Alice Parkinson                             |
| Shop-stop 2.                                   | Becky                                      | Rosario Dawson                              |
| Silvio és a többiek                            | Kira                                       | Kasia Smutniak                              |
| Ski Patrol                                     | Ellen                                      | Yvette Nipar (második magyar változat, TV2) |
| Sokkal több mint testőr 2.                     | Sonia Kincaid                              | Salma Hayek                                 |
| S.O.S. Love – Az egymillió dolláros megbízás   | Mimi                                       | Daryl Hannah                                |
| Sose bízz a szomszédodban!                     | Abigail Clayton                            | Selma Blair                                 |
| Sötét erdő                                     | Sara / Jess Price                          | Natalie Dormer                              |
| Sötét helyek                                   | Patty Day                                  | Christina Hendricks                         |
| Sötét hullám                                   | Kate Mathieson                             | Halle Berry                                 |
| Star Trek – Sötétségben                        | Nyota Uhura                                | Zoë Saldana                                 |
| Scrooge: Karácsonyi ének                       | Past                                       | Olivia Colman                               |
| Spancserek                                     | Zooey Rice                                 | Rashida Jones                               |
| Star Trek                                      | Nyota Uhura hadnagy                        | Zoë Saldana                                 |
| Star Trek: Mindenen túl                        | Nyota Uhura hadnagy                        | Zoë Saldana                                 |
| Star Wars II. rész – A klónok támadása         |                                            |                                             |
| Stratton                                       | Alice                                      | Lizzie Winkler                              |
| Superman II.: A Richard Donner-változat        | Ursa                                       | Sarah Douglas                               |
| Sweeny Todd                                    | Koldus nő                                  | Laura Mitchelle Kelly                       |
| Szamaritánus                                   | Sil                                        | Sophia Tatum                                |
| Szappanoperett                                 | Maria                                      | Lucia Sanchez                               |
| Száguldó bomba                                 | Connie Hooper                              | Rosario Dawson                              |
| Személyiségtolvaj                              | Trish Patterson                            | Amanda Peet                                 |
| Szemfényvesztők 2.                             | Lula May                                   | Lizzy Caplan                                |
| Szentély                                       |                                            |                                             |
| Szerelem Rómában                               | Anna Padoan                                | Mylène Demongeot                            |
| Szerencse lánya                                | Ani Fanelli                                | Mila Kunis                                  |
| Szerencsés sárkány                             |                                            |                                             |
| Szerepszemle                                   | Lorraine                                   | Anne Dudek                                  |
| Szex az ex után                                | Julia Bowe                                 | Emily Hampshire                             |
| Szex, hazugság, vészhelyzet                    | Priscilla                                  | Héléna Noguerra                             |
| Szex receptre                                  | Ana                                        | Ana Katz                                    |
| Szilveszter éjjel                              | Aimee nővér                                | Halle Berry                                 |
| Szörnyek keringője                             | Leticia Musgrove                           | Halle Berry                                 |
| Sztálin halála                                 | Maria Venjaminovna Yudina                  | Olha Kosztyantinyivna Kurilenko             |
| Tamara Drewe                                   | Tamara Drewe                               | Gemma Arterton                              |
| Tapló télapó 2.                                | Diane                                      | Christina Hendricks                         |
| Táncoló talpak 2.                              | Carmen                                     | Sofía Vergara                               |
| Te meg én és minden ismerősünk                 | Christine Jesperson                        | Miranda July                                |
| Ted                                            | Lori Collins                               | Mila Kunis                                  |
| Tegnap éjjel                                   | Laura                                      | Eva Mendes                                  |
| Teljes titoktartás                             | Katerina Anisinova                         | Olha Kosztyantinyivna Kurilenko             |
| Terápiás szerelem                              | Joan Wilder (A Smaragd románca c. filmben) | Kathleen Turner                             |
| Terminátor: Megváltás                          | Blair Williams                             | Moon Bloodgood                              |
| Tigris és sárkány                              | Jen                                        | Csang Ce-ji                                 |
| Tomboló bosszúvágy                             | Terri Granger                              | Taraji P. Henson                            |
| Totál káosz                                    | Nina                                       | Sofía Vergara                               |
| Tökéletes teremtmény                           | Lilly                                      | Saffron Burrows                             |
| Transz                                         | Elizabeth                                  | Rosario Dawson                              |
| Trisztán és Izolda                             | Izolda                                     | Sophia Myles                                |
| Túl a fenyvesen                                | Romina                                     | Eva Mendes                                  |
| Túszharc                                       | Linda                                      | Flora Martínez                              |
| Tüzes bosszú                                   | Talia Durham                               | Rosario Dawson                              |
| UFO boncolás                                   |                                            |                                             |
| Ugratások filmje                               | Trina Malone                               | Tiffany Haddish                             |
| Újraszámlálás                                  |                                            |                                             |
| Út a mennyországba                             | Isold                                      | Julia Stiles                                |
| Útmutató házas férfiaknak                      | Ruth Manning                               | Inger Stevens                               |
| Ütős játék                                     | Sarah Wallis                               | Peyton List                                 |
| Üzenet a túlvilágról                           | Laura Russell                              | Lindsey Stoddart                            |
| Vad vakáció                                    | Lucinda                                    | Nicole Ari Parker                           |
| Vad vágyak 2.                                  | Maya King                                  | Leila Arcieri                               |
| Vadászat a Borostyán szobára                   | Katharina Berthold                         | Bettina Zimmermann                          |
| Vadászat a Sas Egyre                           | Amy Jennings százados                      | Theresa Randle                              |
| Vadászat a Sas Egyre 2. - Robbanáspont         | Amy Jennings százados                      | Theresa Randle                              |
| Vadidegen                                      | Rowena Price                               | Halle Berry                                 |
| Vakság                                         | Fekete napszemüveges nő                    | Alice Braga                                 |
| Vasököl                                        | Farra Lemkova                              | Olga Fonda                                  |
| Vágyak szerelmesei                             | Dede                                       | Pink                                        |
| Váltság-Nobel-díj                              | City Hall                                  | Eliza Dushku                                |
| Várandósok – Az a bizonyos kilenc hónap        | Holly                                      | Jennifer Lopez                              |
| Veszélyes emlékek                              | Eve Pretson                                | Emmanuelle Vaugier                          |
| Vesztesek bosszúja                             | Aisha                                      | Zoë Saldana                                 |
| Végítélet                                      | Eden Sinclair                              | Rhona Mitra                                 |
| Végjáték                                       | Főpapnő                                    | Maggie Q                                    |
| Végrehajtók                                    | Beth                                       | Alice Braga                                 |
| Végzetes hazugságok                            |                                            |                                             |
| Véletlenből szerelem                           | Alice Eckle                                | Jessica Biel                                |
| Vénusz szépségszalon                           | Samantha                                   | Mathilde Seigner                            |
| Véres Valentin                                 | Paige Prescott                             | Denise Richards                             |
| Vérző szív                                     | May                                        | Jessica Biel                                |
| Villámcspás                                    | April                                      | Christina Hendricks                         |
| Villámtolvaj – Percy Jackson és az olimposziak | Perszephoné                                | Rosario Dawson                              |
| Vissza hozzád                                  | Amanda Collier                             | Michelle Monaghan                           |
| Volt                                           | Mindy Parker                               | Kari Wahlgren                               |
| Volt egyszer egy másik Amerika                 | Zora                                       | Malinda Williams                            |
| Warcraft: A kezdetek                           | Garona                                     | Paula Patton                                |
| Watchmen: Az őrzők                             | Laurie Jupiter (Selyem Kísértet II)        | Malin Åkerman                               |
| X-akták: Hinni akarok                          | Dakota Whitney ügynök                      | Amanda Peet                                 |
| XXX 2 – A következő fokozat                    | Lola Jackson                               | Nona Gaye                                   |
| Zombieland 2. – A második lövés                |                                            |                                             |
| Zoolander 2.                                   | Valentina Valencia                         | Penélope Cruz                               |
| Zulu                                           | Zina                                       | Joelle Kayembe                              |
| Zsaroló zsaruk 3.                              | Marie Morzini                              | Chloé Flipo                                 |

### Sorozatok
| Sorozat                            | Szereplő                      | Színész                                                         |
| ---------------------------------- | ----------------------------- | --------------------------------------------------------------- |
| 24                                 | Dana Walsh                    | Katee Sackhoff                                                  |
| Belphegor, avagy a Louvre fantomja | Colette Ménardier             | Christine Delaroche (negyedik magyar szinkron, Filmmúzeum 2008) |
| A biznisz                          |                               |                                                                 |
| A Bly-udvarház szelleme            | Mesélő (hangja)               | Carla Gugino                                                    |
| A cég                              | Tammy Hemphill                | Juliette Lewis                                                  |
| A császárnő                        | Doris                         | Larisa Mendizábal                                               |
| A csodadoktor                      | Kıvılcım Boysal               | Özge Özder                                                      |
| A házasság buktatói                | Yasemin Özdemirler            | Müjde Uzman                                                     |
| A Hill-ház szelleme                | Olivia Crain                  | Carla Gugino                                                    |
| A kémnő visszatér                  | Jenny Franklin / Anya Petrova | Margarita Levieva / Stasya Miloslavskaya (fiatal)               |
| A rejtély                          | Olivia Dunham nyomozó         | Anna Torv                                                       |
| A S.H.I.E.L.D. ügynökei            | Lorelei                       | Elena Satine                                                    |
| A szerelem rabjai                  | Sandra Cáseres                | Natalia Lobo                                                    |
| A szív útjai                       | Cavidan Meriçoğlu             | Özge Özder                                                      |
| A zöld íjász                       | Helena Bertinelli / Vadásznő  | Jessica De Gouw                                                 |
| Az Atlanti-óceánon túl             | Mary Jayne Gold               | Gillian Jacobs                                                  |
| Az egység                          | Kim Brown                     | Audrey Marie Anderson                                           |
| Az éden titkai                     | Melita Roussou                | Xrysa Papa                                                      |
| Annika Bengtzon – A bűn nyomában   | Annika Bengtzon               | Malin Crépin                                                    |
| Az Usher-ház bukása                | Verna                         | Carla Gugino                                                    |
| Apja, fia, unokája                 |                               |                                                                 |
| Bagoly mondja                      | Inger                         | Suzy Nakamura                                                   |
| Balfék körzet                      | Ruth                          | Nerea Garmendia                                                 |
| Better Call Saul                   | Kimberley "Kim" Wexler        | Rhea Seehorn                                                    |
| Békétlen békítő (Békét, bíró!)     | Kate Reed                     | Sarah Shahi                                                     |
| Bionic Woman                       | Jaime Sommers                 | Michelle Ryan                                                   |
| Bosszú                             | Donna Carlisle                | Sherri Saum                                                     |
| Caroline New Yorkban               | Annie Viola Spadaro           | Amy Pietz                                                       |
| CSI: New York-i helyszínelők       | Det. Jamie Lovato             | Natalie Martinez                                                |
| Daredevil                          | Claire Temple                 | Rosario Dawson                                                  |
| Dexter                             | Maria Laguerta                | Lauren Vélez                                                    |
| Daybreak - Időbe zárva             | Rita Shelten                  | Moon Bloodgood                                                  |
| Dél királynője                     | Fátima Manssur                | Mónica Estarreado                                               |
| Dokik                              | Carla Espinosa                | Judy Reyes (magyar hang, 2008)                                  |
| Dollhouse – A felejtés ára         | Adelle DeWitt                 | Olivia Williams                                                 |
| Dolly Parton: A szív húrjai        | Jolene                        | Julianne Hough                                                  |
| Dublini doktorok                   | Keelin Geraghty               | Rachael Pilkington                                              |
| Egy rém új feleség                 |                               |                                                                 |
| Elcserélt lányok                   | Regina Vasquez                | Constance Marie                                                 |
| Egy botrány anatómiája             | Sophie Whitehouse             | Sienna Miller                                                   |
| Elvált Gary                        | Allison Brooks                | Paula Marshall                                                  |
| Elveszett lány                     | Bo                            | Anna Silk                                                       |
| Emberrablás                        | Sara Collins                  | Joanne Kelly                                                    |
| Esküdt ellenségek: Los Angeles     | Evelyn Price                  | Regina Hall                                                     |
| Ezel                               | fiatal Selma Hünel            | Zeynep Köse                                                     |
| Éber szemek                        | Angie Everett                 | Cindy Sampson                                                   |
| Életfogytig zsaru                  | Dani Reese nyomozó            | Sarah Shahi                                                     |
| Fallout                            | Barb Howard                   | Frances Turner                                                  |
| Félig üres                         | Lucy Montone                  | Melanie Smith                                                   |
| Grand Hotel                        | Maite                         | Megan Montaner                                                  |
| Ginny és Georgia                   | Cynthia Fuller                | Sabrina Grdevich                                                |
| Gotham lovagjai                    | Rebecca March                 | Lauren Stamile                                                  |
| Gyilkos körök                      | Laure de Lestrade             | Toniette Laquiére                                               |
| Herkules                           |                               |                                                                 |
| Hex                                | Thelma Bates                  | Jemima Rooper                                                   |
| Híradósok                          | MacKenzie McHale              | Emily Mortimer                                                  |
| Hogy ne éld az életed              | Samantha                      | Laura Haddock                                                   |
| Hősök                              | Simone Deveaux                | Tawny Cypress                                                   |
| Irak                               | Terry Rider                   | Sprague Grayden                                                 |
| Írjunk történelmet!                |                               |                                                                 |
| Jessica Jones                      | Claire Temple                 | Rosario Dawson                                                  |

| Sorozat                          | Szereplő                            | Színész                            |
| -------------------------------- | ----------------------------------- | ---------------------------------- |
| Kasszasiker                      | Karen Cartwright                    | Katharine McPhee                   |
| Két pasi – meg egy kicsi         | Naomi                               | Nikki Novak                        |
| Lalola                           | Boszorkány                          | Laura Azcurra (második hang)       |
| Lángoló Chicago                  | Renée Royce                         | Sarah Shahi                        |
| Lexx                             | Bellringer Xev                      | Seeberg Xenia                      |
| Lépéselőnyben                    | Tara Cole                           | Jeri Ryan                          |
| Lioness                          | Joe                                 | Zoë Saldana                        |
| Mad Men – Reklámőrültek          | Joan Harris                         | Christina Hendricks                |
| Maffiadoktor                     | Celeste LaPree                      | Jennifer Beals                     |
| Manchester sötét oldalán         | DC Dinah Kowalska                   | Elaine Cassidy                     |
| Második élet                     | Isabel Arroyo Macedo                | Lorena Rojas                       |
| McLeod lányai                    | Regan McLeod (harmadik hang)        | Zoe Naylor                         |
| Menekülés a szerelembe           | Gala Villavicencio de Torreslanda   | Jessica Coch                       |
| Mindörökké szerelem              | Janie Crawford                      | Halle Berry                        |
| Mise éjfélkor                    | Bírónő                              | Carla Gugino                       |
| Modern család                    | Gloria Delgado-Pritchett            | Sofía Vergara (magyar hang: HBO)   |
| Nagyon észak                     | Neevee                              | Maika Harper                       |
| NCIS                             | Ziva David                          | Cote de Pablo                      |
| NCIS: Tengerészeti helyszínelők  | Ziva David                          | Cote de Pablo                      |
| NCIS: Los Angeles                | Talia Del Campo DEA ügynök          | Mercedes Mason                     |
| Nincs kettő séf nélkül           | Fabrizia                            | Simona Borioni                     |
| Odaát                            | Bela Talbot                         | Lauren Cohan                       |
| Olthatatlan                      |                                     |                                    |
| Párizsi jóbarátok                | Babeth Ferlet                       | Marie Fugain                       |
| Reaper – Démonirtók              | Josie                               | Valerie Rae Miller                 |
| Rejtélyes vírusok nyomában       | Dr. Natalie Durant                  | Kelli Williams                     |
| Risza fel! (Indul a risza!)      | Riporter                            | Gina St. John                      |
| Shark – Törvényszéki ragadozó    | Jessica Devlin                      | Jeri Ryan                          |
| Sherlock                         | Janine Hawkins                      | Yasmine Akram                      |
| Spartacus: Bosszú                | Naevia                              | Cynthia Addai-Robinson             |
| Spartacus: Az aréna istenei      | Naevia                              | Lesley-Ann Brandt                  |
| Spartacus: Elátkozottak háborúja | Naevia                              | Cynthia Addai-Robinson             |
| Spartacus: Vér és homok          | Naevia                              | Lesley-Ann Brandt                  |
| Szerencsés véletlen              | Abby Chase                          | Lennon Parham                      |
| Szex és New York                 | Madeline Dunn                       | Carrie Preston                     |
| Szex és New York                 | Serena                              | Pamela Gray                        |
| Szex és New York                 | Franny Wysel                        | Colleen Werthmann                  |
| Szex és New York                 | Nina G.                             | Marisa Ryan                        |
| Szerelem vagy kötelesség         | Linda                               | Carmen Gloria Pérez                |
| Szerelem van a levegőben         | Balca Koçak                         | İlayda Çevik                       |
| Sz-i-get                         | Chase                               | Natalie Martinez                   |
| Szulejmán                        | Victoria/Sadıka                     | Saadet Işıl Aksoy                  |
| Született szobalányok            | Zoila Diaz                          | Judy Reyes                         |
| Testvérek                        | Şengül Eren                         | Fadik Sevin Atasoy                 |
| The Walking Dead                 | Tara Chambler                       | Alanna Masterson                   |
| Tíz ember a szigeten             | Chase                               | Natalie Martinez                   |
| Több mint testőr                 | Maria Laura Aguilar Flores de Ponte | Angeline Moncayo                   |
| Trónok harca                     | Margaery Tyrell                     | Natalie Dormer                     |
| Tru Calling – Az őrangyal        | Anne Moore                          | Maria Marlow                       |
| True Blood – Inni és élni hagyni | Dawn Green                          | Lynn Collins                       |
| Tudorok                          | Boleyn Anna angol királyné          | Natalie Dormer                     |
| Túl sok                          | Linnea                              | Adwoa Aboah                        |
| Vak igazság                      | Karen Bettancourt nyomozó           | Marisol Nichols                    |
| Valós halál                      | Quellcrist Falconer                 | Renée Elise Goldsberry             |
| Válaszcsapás                     | Sgt. Julia Richmond                 | Michelle Lukes                     |
| Vámpírnaplók                     | Lucy                                | Natashia Williams                  |
| Verdi                            |                                     |                                    |
| Veszélyes szerelem               | Julia Rivera                        | Dayanara Torres                    |
| Walker, a texasi kopó            | Sydney Cooke                        | Nia Peeples (első magyar szinkron) |